# RJ21

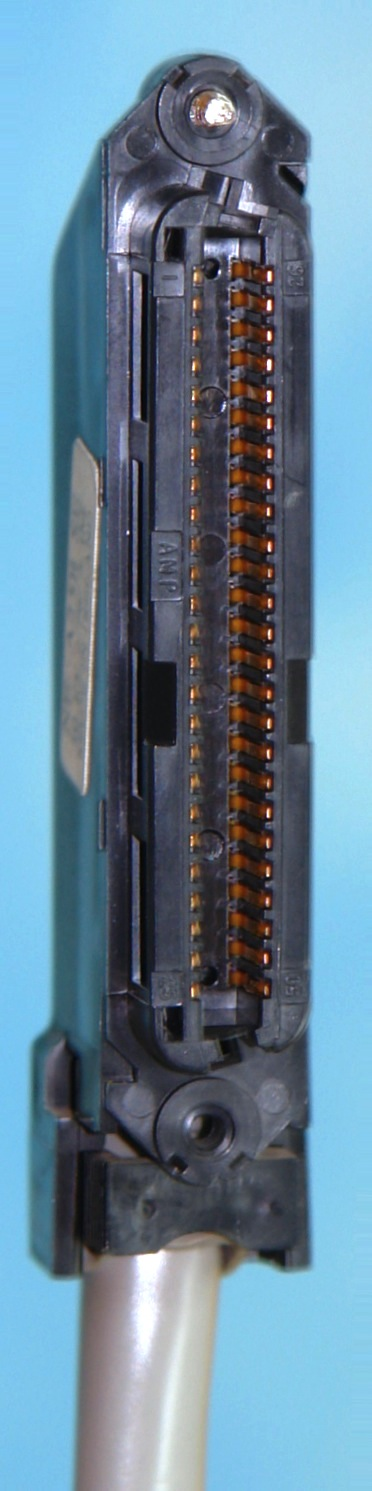
Коннектор RJ21

RJ-21 — одна из спецификаций Registered Jack на 50 контактные модульные соединители, обычно используемые для 25-парных (или менее) телефонных подключений. Также известен как «50-контактный telco разъём», или «разъём Amphenol» (одно время компания Amphenol была крупнейшим производителем разъёмов этого типа, поэтому это название стало нарицательным).
Так же RJ-21 используется для группового подключения портов Ethernet и xDSL к сетевому оборудованию — разъёмы RJ-21 могут быть установлены на коммутаторе и/или патч-панели.
Конструкция разъема соответствует серии Delta ribbon.